# K. D. Lang
Kathryn Dawn Lang (Edmonton, Alberta, Canadá, 2 de noviembre de 1961), más conocida como k.d. lang, es una cantante canadiense de pop y country, ganadora de cuatro premios Grammy, un Premio Brit y seis galardones en los Premios Juno. 
Destacan entre sus éxitos "Constant Craving" y "Miss Chatelaine". Ha grabado discos junto a Tony Bennett y participó en discos tributos a Joni Mitchell y Ella Fitzgerald, y además registrado duetos con Roy Orbison, Elton John y Carole King.
Lang también es conocida por ser un activista de los derechos de los animales, los derechos de la comunidad LGTB y los derechos humanos del Tíbet. Es una practicante tántrica de la vieja escuela del budismo tibetano. Interpretó en vivo "Hallelujah" de Leonard Cohen en la ceremonia de apertura de los Juegos Olímpicos de Invierno de Vancouver 2010, en la provincia canadiense de Columbia Británica. Anteriormente, había actuado en la ceremonia de clausura de las Olimpiadas de Invierno de 1988 en Calgary, provincia de Alberta. Lang posee el rango vocal de una mezzosoprano.

## Primeros años
Lang nació en Edmonton, Alberta, hija de Audrey Bebee y Adam Frederick Lang. Es de ascendencia inglesa, irlandesa, escocesa, alemana, rusa-judía, islandesa y sioux. Cuando Lang tenía nueve meses, su familia se mudó a Consort, Alberta, donde creció con dos hermanas y un hermano en la pradera canadiense. Su padre, dueño de una farmacia, dejó la familia cuando ella tenía doce años.
Después de la escuela secundaria, Lang asistió al Red Deer College, donde quedó fascinada con la vida y la música de Patsy Cline y decidió seguir una carrera como cantante profesional. Se trasladó a Edmonton y, después de su graduación en 1982, formó una banda tributo a Patsy Cline llamada The Reclines en 1983. El grupo grabó su primer single, Friday Dance Promenade, en Sundown Recorders. El dueño del sello discográfico, Larry Wanagas, se convirtió en su representante personal. El primer grupo contaba con Stu Macdougal en los teclados, Dave Bjarnson en la batería, Gary Koligar en la guitarra y el bajista Farley Scott.
The Reclines tocaban regularmente en el popular Sidetrack Cafe de Edmonton, un local que presentaba bandas en vivo seis noches a la semana. En 1983, Lang presentó una obra de arte, una recreación de siete horas del trasplante de un corazón artificial para Barney Clark, un dentista estadounidense jubilado. A Truly Western Experience se estrenó en 1984 recibiendo fuertes críticas, lo que atrajo la atención nacional en Canadá. En agosto de 1984, Lang fue uno de los tres artistas canadienses seleccionados para actuar en la Feria Mundial de la Ciencia en Tsukuba, en Japón, junto con otros contratos de actuación y grabación por todo el país nipón.
Cantando en eventos de country y western organizados en Canadá, Lang comenzó a mostrar una apariencia y un estilo que se conocen como "cowboy punk". En el número del 20 de junio de 1985 de Rolling Stone se la llamó "Canadian Cowpunk". Más tarde recordaría la inspiración para su look personal que le definiría en una entrevista con The Canadian Press: "Solía coser vaqueros e indios de plástico en mi ropa, sólo para divertirme. Estaba sin dinero en ese momento, así que encontraba cosas en Value Village o le pedía a mi madre que me hiciera una falda con las cortinas que estaba a punto de tirar. Me encantaba jugar con la ropa tanto como con la música".

## Carrera
Tiene una extensa carrera musical con varios discos a sus espaldas. Debutó en la década de los '80 formando k.d lang and The Reclines con quienes grabó 3 discos; A Truly Western Experience (1984), Angel With a Lariat (1987) y Absolute Torch and Twang (1989) que ganó el Premio Grammy a la mejor interpretación vocal country en 1990. Un año antes obtuvo el Premio Grammy a la mejor colaboración Vocal Country por su dueto con Roy Orbison 'Crying' colaboración para la banda sonora de la película Hiding Out (1987).  Aparte durante su carrera musical, ha participado en películas como Salmonberries (2003) y The Black Dahlia (2006) y ha participado en bandas sonoras como Even Cowgirls Get The Blues (1993) de Gus Van Sant,
Su primer álbum solista Shadowland (1988) la validó ante la crítica convertida en una revelación del género country. Y en 1992 tendría mayor éxito en el pop con el disco Ingénue (1992) que alcanzó Doble Disco de Platino y que incluyó el sencillo 'Constant Craving' con el que obtuvo el Premio Grammy a la mejor Interpretación Vocal Pop Femenina en 1993 además compitió en la categoría Álbum, Canción y Grabación del Año. 'Constant Craving' alcanzó el segundo puesto del Billboard Pop Contemporáneo y ganó el Premio MTV a Mejor Video Femenino 1993. También Ingénue ganó el premio Álbum del Año en los Juno Awards.
En 1994 colabora en el MTV Unplugged de Tony Bennett interpretando Moonglow. 
En 1995 el disco  All You Can Eat le valió un Brit Awards como Mejor Artista Internacional Femenino. El álbum obtuvo Disco de Oro en Estados Unidos. 
Siguió con el álbum de reversiones Drag (1997) y en el 2000 regresó al pop con Invincible Summer, ambos recibieron Disco de Oro en Norteamérica.
Además en 1997 el grupo The Rolling Stones la incluyó como coautora del sencillo 'Anybody Seen My Baby' debido a la similitud que tenía la canción con 'Constant Craving'. 
En el 2000 participa del concierto homenaje Lifetime Awards Concert TNT An All-Star Tribute To Joni Mitchell interpretando Help Me evento donde también participaron Elton John, Diana Krall, Bryan Adams y Cyndi Lauper. El año 2001 grabó su sesión Live By Request que salió publicado en DVD y CD.
En el disco 2002 grabó a dueto junto a Tony Bennett el disco A Wonderful World que ganó el Grammy como Mejor Álbum de Pop Vocal Tradicional.
El año 2004 lanzó Hymns of the 49th Parallel dedicado a grandes autores canadienses (Leonard Cohen, Joni Mitchell, Neil Young, Ron Sexsmith) y en el 2008 un disco de canciones nuevas Watershed. Y un año después apareció su tercer DVD k.d. lang: Live in London with the BBC Concert Orchestra. 
Además el 2006 salió el recopilatorio Reintarnation de sus primeros años con repertorio country y Recollection (2010) con lo mejor de su repertorio pop. También en el 2006 vuelve a grabar junto a Tony Bennett para el disco Duets An American Classic y en el 2011 para Duets II. 
En el 2011 publicó el disco de blues Sing It Loud junto a The Siss Boom Bang y el 2016 el álbum case/lang/veirs en trío junto a las cantautoras Neko Case y Laura Veirs. 
k.d lang junto a artistas tan dispares como Prince, Björk, Annie Lennox o Elvis Costello, rindió homenaje a la legendaria cantautora canadiense Joni Mitchell en un álbum llamado A tribute to Joni Mitchell (2007).
En 1999 la cadena VH1 la ubicó en el puesto 33 en la lista de '100 Greatest Women of Rock & Roll' y en el 2012 la ubicó en el puesto 28 de '100 Grandes Mujeres en la Música' y el año 2002 Rolling Stone ubicó en el puesto 49 a Shadowland en la lista de '50 Essential 'Woman In Rock' Albums
El 12 de febrero de 2010 participó en la apertura de los Juegos Olímpicos de Vancouver 2010 interpretando el conocido tema "Hallelujah" del cantautor canadiense Leonard Cohen.
En el 2013 ingresó en el Salón de la Fama de la Música Canadiense.
Durante el 2017 celebró los 25 años del disco Ingénue con un tour y la reedición en vinilo del disco que incluyó su sesión Unplugged grabada en 1992 para MTV. 
En el 2018 recibe la Orden de la Excelencia de Alberta que entrega la provincia de Alberta en Canadá.

## Activismo

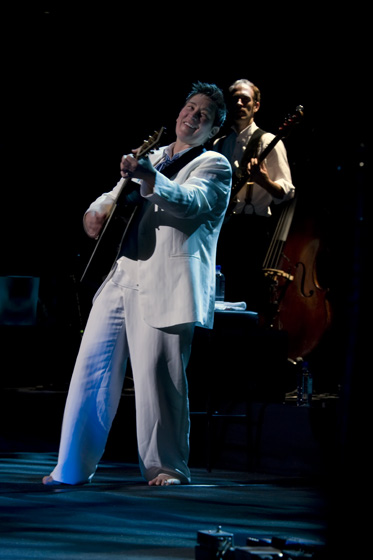
k. d. lang

Lang, que admitió ser lesbiana en un artículo en 1992 de la revista The Advocate, ha defendido activamente las causas de derechos homosexuales. En 1993 hizo un dueto con Andy Bell, abiertamente homosexual, para recrear el éxito de Donna Summer y Barbra Streisand, «No More Tears (Enough Is Enough)». Este tema fue incluido en la banda sonora de la película Los caraconos y cantado en directo por el dúo durante la ceremonia de los Premios Brit del año 1993. Ha apoyado muchas causas en los últimos años, incluida la lucha contra VIH / SIDA y el apoyo a su investigación. En 1990, k.d lang contribuyó con la versión de la canción “So in Love” de Cole Porter en el disco de tributo "Red Hot Blue", producido por la Organización Red Hot. En 1998, participó con el tema “Fado Hilário”, cantando en portugués, en el disco recopilatorio en beneficio de la lucha contra el SIDA Onda Sonora: Red Hot Lisbon, producido por la misma organización. Es una activista por los derechos animales. Su campaña "La carne apesta" (Meat Stinks) en los años noventa, creó mucha controversia, sobre todo en su provincia natal, Alberta, con una gran tradición de cría de ganado. Se prohibió poner su música en más de 30 emisoras de radio de Alberta.
Lang apareció en la portada de la edición de agosto de 1993 de la revista Vanity Fair. En la portada aparecía Lang en una silla de barbero mientras que la modelo Cindy Crawford le afeitaba la cara con una navaja. La revista contenía un artículo detallado acerca de Lang, que declaró que había pensado que iba a ser condenada al ostracismo por la industria de la música country cuando admitió ser lesbiana. Sin embargo, Nashville, la ciudad de origen de su discográfica, se mostró tolerante, y continuó vendiendo discos. Sin embargo, cuando apareció en un anuncio de PETA, Nashville no se lo tomó tan bien, debido a la relación entre la música country y la ganadería.
En abril de 2008, Lang pasó un tiempo en Melbourne, Australia, como editora invitada para The Age. Esto fue en relación con su apoyo a la defensa de los derechos humanos del Tíbet. El 24 de abril de 2008, se unió a los manifestantes pro-Tíbet en Camberra cuando la antorcha de los Juegos Olímpicos de Pekín 2008 pasó por la capital australiana.

## Premios y nominaciones
1989
- Premio Grammy — Best Country Vocal Collaboration por "Crying" (conjunto con Roy Orbison)

1990
- Premio Grammy — Best Female Country Vocal Performance por "Absolute Torch and Twang"

1993
- Premio Grammy — Best Female Pop Vocal Performance for "Constant Craving"
- Nominación a los Grammy — Song of the Year for "Constant Craving"
- Nominación a los Grammy — Record of the Year for "Constant Craving"
- Nominación a los Grammy— Album of the Year for "Ingenue"

1994
- Nominación a los Grammy— Best Female Pop Vocal Performance por "Miss Chatelaine"

1995
- Premio Brit Awards - Best International Female Solo Artist

- Nominación a los Grammy — Best Pop Collaboration with Vocals por "Moonglow" (con Tony Bennett)

2003
- Nominación a los Grammy — Best Pop Collaboration with Vocals por "What A Wonderful World" (con Tony Bennett)

2004
- Premio Grammy — Best Traditional Pop Vocal Album por "A Wonderful World" (conjunto con Tony Bennett)
- Nominación a los Grammy — Best Pop Collaboration with Vocals por "La Vie En Rose" (con Tony Bennett)

## Discografía

### Álbumes
- A Truly Western Experience - 1984
- Angel With A Lariat - 1987
- Shadowland - 1988
- Absolute Torch and Twang - 1989
- Ingénue - 1992
- Even Cowgirls Get The Blues - 1993
- All You Can Eat - 1995
- Drag - 1997
- Invincible Summer - 2000
- Live by Request - 2001
- Wonderful World (with Tony Bennet) - 2003
- Hymns of the 49th Parallel - 2004
- Reintarnation - 2006
- Watershed - 2008
- Recollection - 2010
- Sing It Loud - 2011
- case/lang/veirs (with Neko Case and Laura Veirs) - 2016